# Oblivians
The Oblivians. Amerikansk garagepunk-gruppe. Dannet i 1993 i Memphis, Tennessee af de tre medlemmer Greg Cartwright, Jack Yarber og Eric Friedl. Medlemmerne havde ikke en fast opsætning men skiftedes i stedet til at spille på hhv. guitar og trommer og til at være vokalist. Oblivians havde en upoleret lyd, og mange af deres plader blev optaget i mono. Bandet huskes i dag mest for de to moderne garagepunk-klassikere Popular Favorites og ... Play 9 Songs with Mr Quintron, begge udgivet på Crypt records. Bandet blev opløst i 1998. Oblivians anses i dag af mange kendere af genren for sammen med The Gories at være et af de største af 1990'ernes bølge af garagepunkbands . Eric Friedl startede pladeselskabet og pladebutikken Goner Records i Memphis, som er blevet lidt af en institution i nutidig garagepunk.
Oblivians udgav i 2013 gruppens første studiealbum i 16 år. Eric Friedl har sagt om albummet "People will hate it when it comes out and in 30 years, when it doesn’t matter anymore, kids will think it’s really great." Arkiveret 8. august 2013 hos  Wayback Machine

## Album
Studiealbum
- Soul Food LP/CD (Crypt, 1995, CR-055)
- Popular Favorites LP/CD (Crypt, 1996, CR-065)
- ...Play 9 Songs with Mr Quintron LP/CD (Crypt, 1997, CR-082)
- Desperation LP/CD (In The Red, 2013, ITR 238)

Andre album
- Live In Atlanta 8.19.94 LP (Negro Records, 1995, negro records 001)
- The Sympathy Sessions CD (Sympathy For The Record Industry, 1996, SFTRI 406)
- 17 Cum Shots LP (Bootleg, 1997, cat.no.?)
- Best Of The Worst: 93-97 2xLP/CD (Sympathy For The Record Industry, 1999, SFTRI 584)
- Melissa's Garage Revisited LP/CD (Sympathy For The Record Industry, 1999, SFTRI 590)
- On The Go LP (Goner Records, 2003, 12Gone)
- Barristers 95 [Live] (In the Red, 2009, ITR 182)